# Sushmita Sen
Sushmita Sen (sinh ngày 19 tháng 11 năm 1975) là một nữ hoàng sắc đẹp của Ấn Độ. Cô từng đoạt danh hiệu Hoa hậu Ấn Độ 1994 và Hoa hậu Hoàn vũ 1994. Hiện nay, cô là một nữ diễn viên nổi tiếng của Bollywood.
Các phim thành công nhất: Aankhen (2002), Main Hoon Na (2004) Maine Pyaar Kyun Kiya? (2005),...

## Các phim đã đóng
| Năm  | Phim                              | Vai diễn            | Ghi chú                                          |
| ---- | --------------------------------- | ------------------- | ------------------------------------------------ |
| 1996 | Dastak                            | Sushmita Sen        |                                                  |
| 1997 | Zor                               | Aarti               |                                                  |
| 1997 | Ratchagan                         | Soniya              | Tamil film                                       |
| 1999 | Sirf Tum                          | Neha                | Nominated—Filmfare Best Supporting Actress Award |
| 1999 | Hindustan Ki Kasam                | Priya               |                                                  |
| 1999 | Biwi No.1                         | Rupali              | Filmfare Best Supporting Actress Award           |
| 1999 | Mudhalvan                         |                     | Khách mời đặc biệt (hát) Tamil film              |
| 2000 | Aaghaaz                           | Sudha               |                                                  |
| 2000 | Fiza                              |                     | Khách mời đặc biệt (hát)                         |
| 2001 | Kyo Kii... Main Jhuth Nahin Bolta | Sonam               |                                                  |
| 2001 | Nayak: The Real Hero              |                     | Khách mời đặc biệt (hát)                         |
| 2001 | Bas Itna Sa Khwaab Hai            | Lara Oberoi         |                                                  |
| 2002 | Aankhen                           | Neha Srivastav      |                                                  |
| 2002 | Tumko Na Bhool Paayenge           | Mehak               |                                                  |
| 2002 | Filhaal...                        | Sia Sheth           | Nominated—Filmfare Best Supporting Actress Award |
| 2003 | Samay: When Time Strikes          | ACP Malvika Chauhan |                                                  |
| 2003 | Pran Jaye Par Shaan Na Jaye       | Herself             | Khách mời đặc biệt                               |
| 2004 | Vaastu Shastra                    | Jhilmil Rao         |                                                  |
| 2004 | Main Hoon Na                      | Miss Chandni        |                                                  |
| 2004 | Paisa Vasool                      | Baby                |                                                  |
| 2005 | Chingaari                         | Basanti             |                                                  |
| 2005 | Maine Pyaar Kyun Kiya?            | Naina               |                                                  |
| 2005 | Main Aisa Hi Hoon                 | Neeti Khanna        |                                                  |
| 2005 | Bewafaa                           | Aarti               |                                                  |
| 2005 | Kisna: The Warrior Poet           | Naima Begum         | Khách mời đặc biệt (hát)                         |
| 2005 | It Was Raining That Night         | Ayesha Sahani       | Bengali / tiếng Anh language film                |
| 2006 | Zindaggi Rocks                    | Kriya               |                                                  |
| 2006 | Alag                              |                     | Khách mời đặc biệt (hát)                         |
| 2007 | Ram Gopal Varma Ki Aag            | Durga               |                                                  |
| 2009 | Karma Aur Holi                    | Meera               |                                                  |
| 2009 | Do Knot Disturb                   | Kiran               |                                                  |
| 2010 | Dulha Mil Gaya                    | Shimmer             |                                                  |
| 2010 | No Problem                        | Kajal               |                                                  |